# 俺は前世に恋をする
『俺は前世に恋をする』（おれはぜんせにこいをする）は、2019年3月23日に公開された日本映画。

## あらすじ
越坂高次は大学生である。最近、自身が女子高生になった夢を見続けていた。数日後、自身が通う大学の受験の日、高次は一人の受験生と出会う。それは紛れもない、夢の中で見ていた女子高生としての自信の姿であった…

## キャスト
※
- 越坂高次 - 薫太
- 枝野凛香 - 河上英里子
- 越坂卓 - 前田ばっこー
- 流川典生 - タケタリーノ山口
- 越坂円 - 今沙栄子
- 永井瞬太 - TAKUYA
- 古澤周 - はらみか
- 新山律子 - 武井麻妃
- 風間響 - 坂田莉咲
- 洞口美波 - 中村香月
- 時田伝馬 - 若林立夫
- 時田翔馬 - 吉原秀幸

- 二戸優生
- 三井淳平
- 野坂泰心
- 多田智美
- 遠藤洋
- 野間清史
- 彦坂渉太
- 馬場悟
- 水野愛子
- 三浦柊
- 大橋哲郎
- 小林麻祐子

## スタッフ
※
- 脚本：中村公彦
- エグゼクティブプロデューサー：中川寿治
- プロデューサー：唐澤一路、あぶかわかれん
- 音楽：清水雄史
- 撮影：吉田良介
- 照明：下村芳樹
- 録音：松島匡
- 助監督：福島隆弘
- ヘアメイク：鎌田英子
- 美術・制作進行・広報・宣伝：唐澤一路
- 監督助手：山部芳明、赤羽一真、江尻大
- 撮影助手：多田倫士、大和田晋太郎
- 制作応援：太三
- 撮影協力：コーヒーショップ モカ
- 撮影協力（名古屋）：丸山萌、高村幸子
- デザイン協力：本多創
- 協賛：有限会社ヒューマンロード、株式会社美色工房
- 宣伝・配給：株式会社カッシー
- 製作：「俺は前世に恋をする」製作委員会